# Taenioptynx
Taenioptynx és un gènere d'ocells de la família dels estrígids.

## Taxonomia
Segons la classificació del Congrés Ornitològic Internacional (versió 13.1, 2023), aquest gènere està format per dos espècies:
- mussolet de collar (Taenioptynx brodiei).
- mussolet de la Sonda (Taenioptynx sylvaticus).

El mussolet de collar i el recent segmenta mussolet de la Sonda, pertanyien al gènere Glacucidium. Però un estudi filogenètic revelà que Glaucidium brodiei (i presumiblement G. sylvaticum) no estan estretament relacionats amb altres espècies de Glaucidium, sinó que formen un clade discret amb Micrathene i Xenoglaux que és germà de les espècies restants dins de la sub-família dels surnins (Surniinae). El gènere Taenioptynx (Kaup, 1848) fou ressuscitat per a aquestes dues espècies. Tanmateix, en altres obres taxonòmiques, com el Handook of the Birds of the World i la quarta versió de la BirdLife International Checklist of the birds of the world (Desembre 2019), consta encara que aquestes espècies pertanyen al gènere Glaucidium.